# Nacaduba valvidens
Nacaduba valvidens är en fjärilsart som beskrevs av Lambertus Johannes Toxopeus 1929. Nacaduba valvidens ingår i släktet Nacaduba och familjen juvelvingar. Inga underarter finns listade i Catalogue of Life.